# 3-as busz (Lenti)
A lenti 3-as jelzésű autóbuszvonal az Autóbusz-állomás és Lentihegy között húzódik, amelyet a MÁV Személyszállítási Zrt. üzemeltet.

## Útvonala
| Autóbusz-állomás – Lentihegy                                                                     | Lentihegy – Autóbusz-állomás                                                                     |
| ------------------------------------------------------------------------------------------------ | ------------------------------------------------------------------------------------------------ |
| Autóbusz-állomás ➝ Ifjúság útja ➝ Templom tér ➝ Petőfi út ➝ Harangláb út ➝ Lentihegy, Fekete ház | Lentihegy, Fekete ház ➝ Harangláb út ➝ Petőfi út ➝ Templom tér ➝ Ifjúság útja ➝ Autóbusz-állomás |

## Közlekedése
Indításai munkanapokon történnek, mindössze kettő járatpár közlekedik.
| Viszonylat                               | Indításszám | Közlekedési rend |
| ---------------------------------------- | ----------- | ---------------- |
| Autóbusz-állomás – Lentihegy, Fekete ház | 2 pár       | munkanapokon     |

## Megállóhelyei
| 0 | Autóbusz-állomás végállomás      | 0.0 km | 0  | 1, 2, 35, 90, 94 1184, 1187, 1193, 1625, 1639, 1641, 1643, 1658, 1669 6238, 6242, 6248, 6262, 6287, 6446, 6448, 6454, 6456, 6457, 6553, 6560, 6565, 6570, 6576, 6577, 6580, 6585 |
| 1 | Autójavító                       | 1.3 km | 3  | 35 6454, 6456, 6457 |
| 2 | Lentihegy I.                     | 3.2 km | 6  | |
| 3 | Lentihegy II.                    | 3.9 km | 7  | |
| 4 | Lentihegy, bolt                  | 4.4 km | 9  | |
| 5 | Lentihegy, Fekete ház végállomás | 5.5 km | 11 | |